# Antoni Bergnes de las Casas
Antoni Bergnes de las Casas   (Barcelona, 1801 - Barcelona, 17 de novembre de 1879) fou un filòleg, hel·lenista i editor català, rector de la Universitat de Barcelona.

## Biografia
Va néixer a la Ciutat Comtal l'any 1801, fill de Pau Bergnes i de Rosa de las Casas (el cognom es va castellanitzar). El seu pare era fill d'Antoine Bergnes, un emigrat francès de Castellnou d'Arri i la seva mare pertanyia també a una família francesa descendent de Lluís VI i entroncada amb el comte de las Casas, el biògraf de Napoleó. Tenia una germana gran, Joana, que també era escriptora i ell era germà bessó d'una noia, Rosa. Va contraure matrimoni amb la seva cosina Concepció de las Casas i Prat i van tenir nombrosa descendència.
Batxiller i també després llicenciat en filosofia, en la secció de Lletres i de Literatura. Va regentar la càtedra de francès de l'Escola d'Idiomes de la Junta de Comerç de Barcelona (1830), on també va ensenyar grec.
Va iniciar la seva trajectòria professional en l'àmbit del comerç, treballant en els escriptoris d'Antoni de Gironella i d'Estanislau Reynals, on va aprendre idiomes per a dur la correspondència estrangera, i on inicià els seus contactes amb la llengua i la cultura gregues, fruit del contacte amb un corresponsal grec.
Des del 1830 fins al 1843 dirigí l'editorial que portava el seu nom (Antonio Bergnes & Cia.), de la qual són conegudes unes 265 produccions sota el seu segell. A la seva editorial va tenir com a col·laborador a Manuel Rivadeneyra, qui posteriorment es va establir a Madrid. Va editar periòdics i revistes com "El Vapor" on l'any 1833 li va publicar al seu bon amic Aribau la seva Oda a la Pàtria que es considera l'inici de la Renaixença, i El Museo de las Familias.
Va introduir les idees evolucionistes al país en traduir, editar i difondre les obres de Buffon, Lamarck, Virey i Bory de Saint-Vincent. També tenia simpatia pels quàquers. Va traduir i editar obres de Goethe, Chateaubriand, Walter Scott, també amic seu i a qui va conèixer en un dels seus viatges a Londres. Va publicar diferents gramàtiques gregues i crestomaties de la llengua grega.
A la Universitat de Barcelona fou catedràtic interí i més tard regent de càtedra de llengua grega (1834-1875). Va ser el primer catedràtic de grec de la Universitat de Barcelona, després que aquesta retornés de Cervera (1837 - 1879). L'any 1851 llegeix el discurs d'inauguració de curs que és publicat el mateix any. Fou degà de Filosofia i Lletres (1857). L'any 1860 s'encarrega també de l'assignatura de Literatura Clàssica Grega i Llatina.
Entre 1868 (any de la Revolució Gloriosa) i el 1875 va ocupar el càrrec de Rector de la Universitat de Barcelona. Va tenir amistat amb el rei Amadeu I i la seva esposa Maria Victòria, els quals li van concedir la Gran Creu de l'orde de Maria Victoria. També va ser membre corresponent de la Real Academia Española.
Fou secretari de la subdelegació de Barcelona de l'Academia Greco-Latina de Madrid (1833), regidor de l'Ajuntament de Barcelona (1835); soci numerari de la Reial Acadèmia de les Bones Lletres (1836) i de la Societat Econòmica Barcelonesa (1846).
Va morir a Barcelona l'any 1879 i la ciutat té un carrer que porta el seu nom.
El CRAI Biblioteca de Fons Antic de la Universitat de Barcelona conserva dues obres que van formar part de la biblioteca personal de Bergnes de las Casas. L'exlibris manuscrit de Bergnes de las Casas -la marca de propietat que ha permès identificar els seus llibres- es pot consultar a la base de dades Antics Posseïdors, del CRAI Biblioteca de Fons Antic.

## Publicacions
- Nueva gramática griega:  compuesta con presència de las que han publicado los mas celebres helenistas de Europa. Barcelona:  imprenta d'A. Bergnes y Ca. ..., 1833.
- Crestomatía inglesa : selectas de los escritores más eminentes de la Gran Bretaña, así en prosa como en verso ... . Barcelona:  Juan Oliveres, 1846.
- Discurso sobre instruccion pública y los diversos métodos de enseñanza : leido en la sesion pública de la Sociedad Económica Barcelonesa de Amigos del País, del 10 d'octubre de 1846. Barcelona: Imprenta de Tomás Gaspar, 1847.
- Gramática griega : arreglada para el uso de las escuelas . Barcelona: Impr. del Fomento, 1847.
- Discurso inaugural que en la solemne apertura del curso académico de 1851-1852, ante la Universidad de Barcelona en la Iglesia de Nuestra Señora de Belen / dijo Antonio Bergnes de las Casas. Barcelona : Impr. y Libr. Politécnica de T. Gorchs, 1851.
- Nueva gramática griega. Barcelona : Juan Oliveres, 1858.
- Nueva gramática griega. Barcelona : Libr. de Juan Oliveres, 1862.
- Novísima gramática inglesa:  en la qual se esplican todas las dificultades de la lengua. Barcelona:  Librería de Juan Oliveres, 1864.
- Novísimo Chantreau ó Gramática francesa en la qual se han enmendado cuantas ediciones se han hecho hasta el dia, se ha aumentado considerablemente el tratado de la sintaxis, y se han hecho variaciones de mucha importancia . Barcelona : Libreria de Juan Oliveres, 1867.
- Novísimo Chantreau ó Gramática francesa en la qual se han enmendado cuantas ediciones se han hecho hasta el dia, se ha aumentado considerablemente el tratado de la sintaxis, y se han hecho variaciones de mucha importancia . Barcelona : Libreria de Juan Oliveres, 1870.
- Crestomatía inglesa : selectas de los escritores más eminentes de la Gran Bretaña, así en prosa como en verso ... . Barcelona : Juan Oliveres, 1871.
- La Verdad sobre la república federal:  reseña histórica de las repúblicas federales antiguas y modernas, con algunas consideraciones sobre la democracia, el ateísmo, el absolutismo, el socialismo, la popularidad, etc. Barcelona : impr. de Tomas Gorchs, 1872.
- Crestomatía inglesa: selectas de los escritores más eminentes de la Gran Bretaña, así en prosa como en verso ... . Barcelona : Juan Oliveres; Madrid: D. G. Hernando, 1882.
- Novísima gramática inglesa:  en la qual se explican todas las dificultades de la lengua. Barcelona : Librería de Juan Oliveres; Madrid : Librería de G. Hernando, 1882.
- Crestomatía francesa:  selectas de los escritores más eminentes de Francia así en prosa como en verso ... . Barcelona : Librería de Juan Oliveres; Madrid : Librería de D. G. Hernando, 1883.
- Gramática francesa:  novísimo Chantreau: con la clave de los temas y programas por separado. Barcelona:  Librería de Vicente Oliveres, 1896.
- Novisimo chantreau o Gramática francesa . Barcelona : Oliveres, 1904.